# Zoo Tycoon 2
Zoo Tycoon 2 je obchodní simulace, kterou vyvinula společnost Blue Fang Games a vydaly společnosti Microsoft Game Studios a MacSoft. Původně vyšla pro Microsoft Windows, Zoo Tycoon 2 je ale k dispozici také pro Windows Mobile, PDA a Mac OS X, i když rozšíření nejsou součástí verze pro Mac. V roce 2008 byla vydána verze pro Nintendo DS s názvem Zoo Tycoon 2 DS.
Podobně jako v předchůdci Zoo Tycoon je cílem vybudovat a provozovat zoologickou zahradu vytvářením expozic a akvárií, udržováním spokojenosti hostů a zvířat a správou zaměstnanců, financí, terénu, zeleně a krajiny.

## Průběh hry
Hra se točí kolem vytváření vhodných expozic pro zvířata pomocí úprav prostředí (terén, voda, vyvýšení terénu, zeleň a kameny a různé předměty včetně potravy, prvků obohacení a přístřešku), které naplňují potřeby zvířat (biotop, hlad, žízeň, stimulace, soukromí, spánek, sociální potřeby, pohyb). Návštěvníci zoologickou zahradu navštíví, aby viděli zvířata, a mají také potřeby, které je třeba uspokojit prostřednictvím scenérie a budov (hlad, žízeň, konání potřeby, odpočinek, zábava).
Zoo Tycoon 2 nabízí tři herní režimy: Kampaň, Výzva a Volná hra. V režimu kampaně hráč prochází scénářem v existující zoologické zahradě a jsou mu přiděleny různé cíle, které musí splnit, například dosáhnout určité úrovně slávy, starat se o zachráněná zvířata nebo rozmnožovat ohrožené druhy. V režimu výzvy hráč začíná zoologickou zahradu od nuly a dostane náhodné úkoly, které může přijmout nebo odmítnout. V obou těchto režimech budou mít hráči k dispozici omezené množství peněz, se kterými budou moci hospodařit, a na začátku budou mít omezený přístup ke zvířatům a předmětům, přičemž s rostoucí úrovní slávy zoo jich bude k dispozici více. Poslední režim, volná hra, umožňuje hráči vytvořit zoo od nuly s neomezeným množstvím peněz a přístupem ke všem zvířatům a předmětům od samého začátku.

## Vývoj
Po úspěchu hry Zoo Tycoon se plánovalo její pokračování. V marketingových materiálech byl kladen důraz na 3D vizuální zpracování, stejně jako na perspektivu první osoby a foto režim. Režim návštěvníka z pohledu první osoby byl do hry přidán kvůli mnoha žádostem fanoušků, kteří se chtěli dostat "blíže" ke zvířatům. Foto režim a režim ošetřovatele byly doladěny poté, co vývojáři zjistili, že by hráč měl mít možnost interagovat při chůzi se světem. Pohyb a ovládání v pohledu první osoby byly navrženy podle stříleček z pohledu první osoby, přičemž vývojáři uváděli jako inspiraci hru Half-Life.
Hra byla také navržena tak, aby byla volnější než Zoo Tycoon, přičemž vývojář Shawn Stone uvedl, že budování výběhů v první hře byl šablonovitý proces, který byl v pokračování vylepšen. Tvarování a malování terénu byly do hry implementovány tak, aby měl hráč kontrolu nad svými výběhy tím, že je učiní jedinečnými a individuálními, a zároveň byly dostatečně jednoduché, aby neodradily hráče, kteří se tolik nezajímají o detaily budování výběhu.
Vývojářský tým si po vydání hry Zoo Tycoon všiml změny v ochranářských sděleních prezentovaných zoologickými zahradami a pracoval na tom, aby hra Zoo Tycoon 2 působila aktuálně a obsahovala aktuální informace a sdělení. Rozšíření byla na původní hru navázána až čtyři roky po jejím prvním vydání, přičemž designérka Linda Currie uvedla, že tým během vývoje pracoval na třech rozšířeních současně. Aktualizované mechaniky v každém rozšíření vyžadovaly změny všech zvířat, aby se zajistilo, že každé rozšíření hru nerozbije. Tým se snažil provádět změny, aniž by měnil zavedené základní systémy, aby byly aktualizace a testování kvality jednodušší a s menším rizikem.

## Marketing
Vydavatelství Microsoft Game Studios uspořádalo několik propagačních akcí zahrnujících hru, včetně soutěže umožňující dětem "Stát se na den ošetřovatelem" ve Velké Británii a soutěže o "Nejoblíbenější americkou zoologickou zahradu" ve Spojených státech, v níž se hlasovalo online a jejímž výsledkem byl grant od společnosti Microsoft ve výši 25 000 dolarů, který měl být použit na údržbu a správu. Soutěž se skládala ze tří kol, přičemž v prvním kole vybíral tým porotců zoologické zahrady na základě zaslaných tiskových materiálů, z nichž vzešlo 15 semifinalistů. Druhé a třetí kolo provedli fanoušci v online hlasování. V listopadu 2004 byla vítězem hlasování vyhlášena Zoo Tulsa, která získala avizovaný grant.

## Rozšíření hry

### Endangered Species
18. října 2005 vydala společnost Microsoft rozšíření Zoo Tycoon 2: Endangered Species. Tento rozšiřující balíček přidává další ohrožená zvířata, včetně koaly medvídkovitého, vlka obecného, varana komodského, přímorožce šavlorohého, bizona amerického a orangutana, a také řadu nových druhů dopravy, včetně lanovek, džípů a vyvýšených cest. Rozšíření má také funkci zvanou "variace", což znamená, že když si hráč osvojí zvíře, může vypadat jinak než běžní příslušníci jeho druhu (například bílý tygr a gepard královský).

### African Adventure
Rozšíření Zoo Tycoon 2: African Adventure, které vyšlo 16. května 2006, přidává různá nová africká zvířata, jako je bongo lesní, hadilov písař, medojed a surikata, a umožňuje hráči projíždět výběhy s džípy s africkou tematikou, aby se k nim dostal blíže. Rozšíření obsahuje také nové mapy založené na známých afrických lokalitách, stejně jako nové budovy s pouštní tematikou, živé krmné ještěry a novou sadu výzev a kampaní. Jízdy džípy, které byly původně součástí rozšíření Endangered Species, jsou v tomto rozšíření obsaženy s novým džípem Liberty.

### Dino Danger Pack(prémiový stáhnutelný obsah)
Rozšíření Dino Danger Pack bylo vydáno na konci července 2006. Rozšíření bylo možné stáhnout pouze z webových stránek Zoo Tycoon prostřednictvím kreditní karty. Do hry přidalo čtyři nová zvířata: tyrannosaura, triceratopse, carnotaura a styracosaura, stejně jako nové předměty, které mohou používat, a kampaňovou hru. Rozšíření Dino Danger Pack bylo možné zakoupit a stáhnout na stránkách Zoo Tycoon v sekci prémiový stáhnutelný obsah. Od vydání rozšíření Zoo Tycoon 2: Extinct Animals, které obsahuje aktualizovanější verze všech zvířat obsažených v tomto rozšíření, bylo rozšíření Dino Danger z webových stránek Zoo Tycoon staženo a již jej tam nelze stáhnout. Jiné stránky však toto rozšíření stále nabízejí.

### Zookeeper Collection
Balíček Zookeeper Collection byl vydána 17. října 2006. Spíše než o rozšíření se jedná o velký kombinovaný balíček, který obsahuje rozšíření Endangered Species a African Adventure a také všechna zvířata a obsah ze hry Zoo Tycoon 2.

### Marine Mania
Rozšíření Zoo Tycoon 2: Marine Mania, které vyšlo 17. října 2006, obsahuje 20 nových vodních živočichů, nové možnosti pro stávající vodní živočichy, přehlídky vodních zvířat a několik dalších nových herních prvků. Rozšíření obsahuje také mořské rostliny, možnost stavět nádrže, zvířecí přehlídky, minihry, kde hráči naučí některé mořské živočichy triky, čtyři nové vodní biomy (mořský útes, pobřeží, pelagiál a bentická oblast) a nové scénáře a výzvy. Došlo ke změnám v původním způsobu rozvržení biomů, které umožnily vypnout skály, květiny a/nebo stromy, a také k vylepšení vodních efektů a zlepšení způsobu pohybu zvířat ve vodě v 3D prostoru, aktualizaci zvířat z DLC a také různých polovodních zvířat ze základní hry, jako jsou krokodýli nilští a lední medvědi. Nová zvířata sahají od obřích žraloků obrovských až po drobné tučňáky rodu Eudyptes.

### Extinct Animals
Rozšíření Zoo Tycoon 2: Extinct Animals bylo vydáno 17. října 2007. Jedná se o poslední rozšíření série Zoo Tycoon, které obsahuje 34 osvojitelných zvířat a jedno bonusové zvíře. Hráč může hledat fosilie, nebo si může najmout zaměstnance, kteří je najdou za něj. Hráč pak může fosilie sestavovat a také může vytvářet normální a "Super" vyhynulá zvířata ve výzkumné laboratoři. Hráč může také zastavit rozzuřené dinosaury pomocí uspávací pistole. Požírání hostů dinosaurům nepomáhá s úrovní hladu.

### Ultimate Collection
Balíček Ultimate Collection obsahuje původní hru, všechna čtyři oficiální rozšíření a nový exkluzivní vzhled menu, podobně jako u Zoo Tycoon: Complete Collection. Tento titul byl vydán 30. září 2008. Někteří uživatelé hlásili problémy s diskem, kdy byl třetí disk stejný jako druhý. Společnost Microsoft na svých stránkách podpory disky bezplatně vyměnila.
Společnost Microsoft následně poskytla licenci na hru společnosti Ubisoft, která balíček Ultimate Collection znovu vydala v různých formátech na různých územích, včetně jednotného disku DVD-ROM pro počítače s operačním systémem Windows.

## Recenze hry
Podle společnosti The NPD Group byla Zoo Tycoon 2 19. nejprodávanější počítačovou hrou roku 2004 a v žebříčku prodejnosti počítačových her společnosti NPD se v roce 2005 dostala na 13. místo, které si udržela i v roce 2006.
Hra získala vesměs pozitivní recenze. Server IGN obodoval hru 7,5/10 a pochválil její trvalou přitažlivost, zatímco kritizoval přílišnou jednoduchost, zatímco server GameSpy poukázal na vylepšenou 3D grafiku.
Hra Zoo Tycoon 2 obdržela od Asociace vydavatelů softwaru pro zábavu a volný čas (ELSPA) "stříbrné" ocenění za prodej, což znamená prodej alespoň 100 000 kopií ve Spojeném království.
Během 8. ročníku udílení cen Interactive Achievement Awards udělila Akademie interaktivních umění a věd hře Zoo Tycoon 2 ocenění "Počítačová rodinná hra roku" a zároveň získala nominaci za "Vynikající výkon postavy - žena" za vyprávění Lindy Currie. Na následujícím ročníku udílení cen získalo rozšíření Endangered Species nominaci za "Vynikající úspěch v herním inženýrství"[29].

### Restart
V roce 2013 byl vydán restart série s názvem Zoo Tycoon, který vyvinula společnost Frontier Developments, pro konzole Xbox 360 a Xbox One. V roce 2017 vyšla pro konzole Xbox One a Windows 10 rozšířená edice s názvem Zoo Tycoon: Ultimate Animal Collection. Zoo Tycoon 2 byla uváděna jako hlavní ovlivnitel a společnost Frontier Developments doufala, že hra bude poctou hře předchozí a zároveň vylepší základní zážitek. Přídavek se ale setkal se smíšenými recenzemi, přičemž mnozí uváděli ztrátu přizpůsobitelnosti ve srovnání s předchozími hrami.

### Zrušené pokračování
Po úspěchu hry Zoo Tycoon 2 byly zahájeny přípravné práce na třetí hře. Hra byla zrušena, protože se společnost odklonila od vývoje pro PC a zaměřila se na mobilní a sociální hry. Bývalý designér firmy Blue Fang Games Shawn Stone prohlásil, že v duchovním nástupci série Planet Zoo vidí vliv a mnoho nápadů ze zrušeného Zoo Tycoon 3.